# Phyllosticta japonica
Phyllosticta japonica är en svampart som beskrevs av Thüm. 1880. Phyllosticta japonica ingår i släktet Phyllosticta och familjen Botryosphaeriaceae.   Inga underarter finns listade i Catalogue of Life.